# Xestochironomus subletti
Xestochironomus subletti är en tvåvingeart som beskrevs av Art Borkent 1984. Xestochironomus subletti ingår i släktet Xestochironomus och familjen fjädermyggor. Inga underarter finns listade i Catalogue of Life.